# يوجينيو توري
يوجينيو توري هو لاعب شطرنج فلبيني، ولد في 4 نوفمبر 1951 في مانيلا في الفلبين.

## وصلات خارجية
- يوجينيو توري على موقع الاتحاد الدولي للشطرنج (الإنجليزية)
- يوجينيو توري على موقع مباريات الشطرنج (الإنجليزية)
- يوجينيو توري على موقع 365Chess.com (الإنجليزية)
- يوجينيو توري على موقع Chesstempo.com (الإنجليزية)
- يوجينيو توري سجل أولمبياد الشطرنج على موقع OlimpBase.org (الإنجليزية)